# Массовый открытый онлайн-курс
Массовый открытый онлайн-курс (сокр.: МООК; англ. Massive open online course, MOOC, произносится примерно, как «мук») — обучающий курс с массовым интерактивным участием c применением технологий электронного обучения и открытым доступом через Интернет, одна из форм дистанционного образования. В качестве дополнений к традиционным материалам учебного курса, таким как видео, чтение и домашние задания, массовые открытые онлайн-курсы дают возможность использовать интерактивные форумы пользователей, которые помогают создавать и поддерживать сообщества студентов, преподавателей и ассистентов.
Несмотря на то, что дистанционное обучение получило некоторое распространение вместе с ростом использования Интернета в конце XX — начале XXI века, массовые онлайн-курсы стали широко популярны лишь в 2012 году, когда такие проекты как Coursera, Udacity и Udemy привлекли первые инвестиции.
Ранние сайты МООК (например, Udacity) часто пропагандировали концепцию открытого доступа (открытого контента). Более поздние сайты сделали доступ к контенту платным, оставив возможность полного или частичного бесплатного обучения.
Видеозаписи лекций различных учебных заведений стали появляться в сети Интернет ещё в конце 1990-х годов, однако только массовые открытые онлайн-курсы, появившиеся впервые в начале 2010-х годов, дали возможность интерактивного общения студентов и преподавателей, а также сдачи экзаменов в режиме онлайн. Подобные сайты рассчитаны на слушателей различных уровней подготовки — как на новичков, так и на опытных специалистов. Самые популярные массовые онлайн-курсы собирают сотни тысяч студентов.
Региональные МООК ведут преподавание на национальных языках и сфокусированы на решении проблем отдельной страны или региона. Часто финансирование таких ресурсов осуществляется государственными органами, например, министерство образования Мексики финансирует платформу MéxicoX, Министерство национального образования Франции поддерживает платформу FUN (France Université Numérique), а Министерство развития человеческих ресурсов Индии финансирует проект NPTEL (National Programme on Technology Enhanced Learning).